# Siséra
סיסרא
Compléments
Contemporain de Débora, de Yaël, de Barac et de Yabin
Sisera (en hébreu : סיסרא) est, selon le chapitre 4 du livre des Juges, un général de l'armée de Jabin, roi d'Hazor.

## Étymologie
On a attribué à Sisera une étymologie philistine, hittite, hourrite, ou encore égyptienne (Ses-Ra, « serviteur de Ra »).
L'archéologue israélien Adam Zertal identifie Sisera aux Shardanes, une ethnie composant les Peuples de la mer.

## Récit biblique
Le livre des Juges raconte que Jabin opprimait Israël depuis vingt ans grâce à ses chars de combat. La prophétesse Débora demande alors à Barac de lever une armée pour aller le combattre. La rencontre se fait sur le mont Thabor. L'armée de Jabin est commandée par le jeune Siséra, à la tête de ses redoutables chars de combat, mais Barac remporte la victoire avec l'aide de Dieu.
Siséra prend la fuite à pied et pense trouver refuge chez ses anciens alliés. En effet, Yaël, la femme d'Haber le Kénite, l'accueille dans sa tente, lui donne du lait et le cache sous une couverture. Mais la femme viole les lois de l'hospitalité, et le tue dans son sommeil en lui enfonçant dans la tempe un des piquets de sa tente à l'aide d'un marteau.
À l'arrivée de Barac, elle vient à sa rencontre et lui montre le corps sans vie de Siséra. Débora, qui accompagne Barac, chante alors un cantique d'action de grâce qui exalte le geste de Yaël au lieu de le condamner. Encore dans ce cantique, il y a un élément de grand pathos, avec la caractérisation de la mère de Siséra (en) : le général habitait avec elle, et la prophétesse pense pour un instant à la vieille femme attendant en vain le retour de son fils ; sans aucun doute cette image fait apparaître Siséra comme une personne au cœur tendre, très différent des autres ennemis bibliques d'Israël. Mais à la fin du cantique, on déclare que la mort de Siséra est juste, car il n'a pas adoré le vrai Dieu.

## Postérité
L'histoire de Sisera a inspiré de nombreuses œuvres, dont :

### Musique
- Debora e Sisera, oratorio de Pietro Guglielmi (1728-1804), créé pour le carême 1788 au Teatro San Carlo à Naples.
- Sisara (en), oratorio en latin de Simon Mayr, sur un livret de Giuseppe Maria Foppa, créé à l'église San Lazzaro dei Mendicanti à Venise en 1793.

### Peinture
- Giuseppe Vermiglio (it), Giaele e Sisara, Pinacoteca Ambrosiana, Milan.
- Gregorio Lazzarini, Yaël tuant Sisera (it)
- Palma le Jeune, Jaël et Sisara, musée Thomas-Henry, Cherbourg.
- Jacopo Amigoni, Jaël et Sisara, Museo del Settecento Veneziano, Ca' Rezzonico, Venise, vers 1739
- Felice Ficherelli, Jaël et Sisara, Palazzo Pitti, Florence.
- Aurelio Lomi, Jaël et Sisara, fresque de la chapelle Pinelli de l'église Santa Maria in Vallicella de Rome
- Claudi Lorenzale, Jaël tuant Sisara qui lui vaut le premier prix de l'école de la Llotja en 1837.
- Artemisia Gentileschi, Yaël et Siséra, Szépmüvészeti Múzeum, Budapest, 1620
- Paolo De Matteis, Jahel et Sisara, Musée des beaux-arts de Rouen.
- Luca Giordano, La Défaite de Sisera, musée du Prado, Madrid
- Fedele Tirrito, Giaele e Sisara
- Lorenzo de Caro, Sisara e Giaele, collection privée, Naples
- Pedro Núñez, Jael y Sisara, Dublin
- Jacopo Vignali, Giaele e Sisera

### Films
- Jaël et Sisera (en) (1911), film d'Henri Andréani.